# Stringimi forte tra le tue braccia
Stringimi forte tra le tue braccia (Force of Arms) è un film del 1951 diretto da Michael Curtiz con William Holden.

## Trama
Seconda guerra mondiale. Un soldato americano durante la campagna militare in Italia si innamora di un''ausiliaria dell'esercito che, all'inizio, non sembra ricambiarlo. Ma, in breve, il sentimento fra i due si consolida; il militare ha ricevuto da poco una promozione per meriti di guerra ma, durante la successiva missione, preso dall'incertezza, contribuisce al fallimento della stessa, determinando, seppure involontariamente, la morte del maggiore comandante del suo reparto e rimanendo anch'egli ferito. A causa di questo viene rinviato nelle retrovie, per ottenere le necessarie cure in ospedale militare, alla fine delle quali riceve disposizione di essere reintegrato in un reparto non operativo.
Decide a questo punto di sposarsi (l'autorizzazione gli era stata firmata dal maggiore prima della sua scomparsa) ed i due sposi decidono di passare qualche giorno ospiti di una famiglia italiana. Ma il militare viene preso dai rimorsi per il comportamento tenuto nella missione precedente e, con sgomento della moglie, decide di ritornare al proprio reparto per recuperare la stima di sé stesso. Durante la nuova missione viene nuovamente ferito e dato per disperso. La moglie, che intanto scopre di aspettare un bambino, inizia una disperata ricerca tra i reduci e gli ospedali militari, non perdendo la speranza di poterlo rincontrare. Ed infatti, all'ingresso degli alleati in Roma, rivede il marito (che era stato fatto prigioniero e poi liberato) in un gruppo di militari, potendolo alla fine riabbracciare..

## Produzione
Il film, diretto da Michael Curtiz su una sceneggiatura di Orin Jannings e un soggetto di Richard Tregaskis, fu prodotto da Anthony Veiller per la Warner Bros. e girato, tra le altre location, nei pressi delle Santa Susana Mountains, in California, da metà marzo al primi di maggio 1951. Il titolo di lavorazione fu  The Dawn Is Ours.

## Distribuzione
Il film fu distribuito con il titolo Force of Arms negli Stati Uniti dal 15 settembre 1951 (première a New York il 13 agosto) al cinema dalla Warner Bros.
Altre distribuzioni:
- in Svezia il 19 maggio 1952 (Hon älskade en soldat)
- in Danimarca il 21 maggio 1952 (Pigen bag fronten)
- in Austria il 5 giugno 1952 (Keinen Groschen für die Ewigkeit e Retour à la gloire)
- in Belgio il 6 giugno 1952 (De nieuwe glorie)
- in Finlandia il 31 ottobre 1952 (Sodassa ja rakkaudessa)
- nelle Filippine il 4 novembre 1952
- in Francia il 26 dicembre 1952 (Les amants de l'enfer)
- in Portogallo il 6 febbraio 1953 (Quando Passar a Tormenta)
- in Italia il 4 giugno 1953
- ad Hong Kong il 9 ottobre 1958
- in Germania Ovest il 22 maggio 1959 (Keinen Groschen für die Ewigkeit)
- in Giappone il 28 luglio 1959
- in Austria il 7 agosto 1959 (redistribuzione)
- in Spagna il 21 luglio 1970 (La fuerza de las armas, in TV)
- in Brasile (Quando Passar a Tormenta)
- in Grecia (Oi kambanes tou Agiou Petrou e Sfixe me stin angalia sou)
- in Italia (Stringimi forte fra le tue braccia)
- negli Stati Uniti (A Girl for Joe)

## Critica
Secondo il Morandini è "uno dei meno felici e più inutili film di Curtiz". Il film trarrebbe ispirazione, tra l'altro, dal romanzo Addio alle armi di Ernest Hemingway.

## Tagline
The most beautiful love story ever told! (La più bella storia d'amore mai raccontata!)